# Siegfried von Feuchtwangen

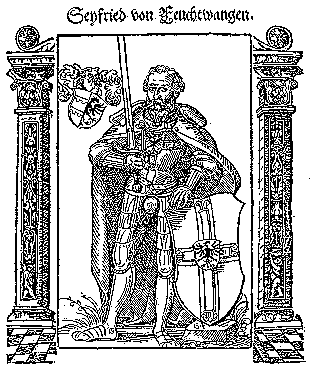
Siegfried von Feuchtwangen

Siegfried von Feuchtwangen (ur. ok. 1275; zm. 5 marca 1311 w Malborku) – 15-ty wielki mistrz zakonu krzyżackiego w latach 1303–1311.

## Życiorys
Pochodził z Frankonii prawdopodobnie z rodu ministeriałów, z nieokreślonym pokrewieństwem z wielkim mistrzem Konradem von Feuchtwangen.
Nieznane są okoliczności jego wstąpienia do zgromadzenia ani przebieg pierwszych lat służby. Pierwsza wzmianka o nim pojawia się dopiero w 1298, gdy był już niemieckim mistrzem krajowym i komturem wiedeńskim od lipca 1299 do listopada 1300. Siegfried von Feuchtwangen objął urząd wielkiego mistrza w 1303, po zdymisjonowaniu przez kapitułę generalną Godfryda von Hohenlohe. Natychmiast po wyborze na urząd wielkiego mistrza Siegfried von Feuchtwangen opuścił Prusy, pozostawiając ich zarząd pruskim mistrzom krajowym Konradowi Sackowi i Henrykowi von Plotzke. Podczas podróży do Czech i południowych Niemiec zjednywał sobie popleczników i zapobiegł schizmie wewnątrz Zakonu, a z głównego domu zakonu w Wenecji zapewnił sobie władzę nad całym zakonem.  
Pod wpływem wydarzeń związanych z procesem templariuszy, przeniesieniem siedziby papieża z Rzymu do Awinionu i niechęci, jaką darzono w tym czasie na dworach Europy zakony rycerskie, Siegfried von Feuchtwangen w 1309 przeprowadził się z Włoch do Prus. Jednocześnie dla zabezpieczenia niezależności i interesów zakonu krzyżackiego przeniósł jego centralę (Główny dom) do Malborka. W tym czasie zakon poszerzył swoje panowanie o Pomorze Gdańskie wraz z Gdańskiem.
Siegfried von Feuchtwangen zmarł na zamku malborskim w 1311. Pochowany został w katedrze w Chełmży.